# Патријарх московски Никон
Патријарх московски Никон је био патријарх Руске православне цркве у периоду од 1652. до 1660. године.

## Биографија
Рођен је у месту Ваљдемоново у Низгородској губернији под именом Никита. Са образовањем је почео у Зитовском манастру, а затим је постао свештеник. Пошто су му умрла сва деца, договорио се са супругом да обоје оду у манастир и замонаше се. У почетку је био у Белозерском манастиру, а 1642. године одлази у Козеозерску пустињу. Године 1646. постао је игуман у Новоспасовском манастиру у Москви, и тамо се зближио са царем Алексејем I Михаиловичем. За новгородског митрополита је изабран 1648. године.
Након смрти патријарха Јосифа 1652. године изабран је за патријарха московског. Као патријарх све Русије покренуо је реформу црквеног богослужења која је имала за циљ једнообразности практичног богослужбеног живота по грчким узорима. Патријарх је јасно схватио овај задатак, али је пред собом имао наслеђен велики утицај и мешање царске власти у послове Цркве. Он је лично сматрао да то није добро и да Црква треба да се ослободи претераног утицаја световне власти. Пренос моштију Светог Филипа из Соловецког манастира у Москву 1652. године извршен у том смислу.
Прво што је Никон учинио у правцу црквене реформе јесте доношење прописа (1653) којима се уместо коленопоклоњења има вршити обичан поклон до појаса, чињење знака крста са три, а не са два прста. Овим патријарховим одредбама оштро су се успротивили такозвани ревнитељи: Авакум, Неронов, Лонгин и други. Следеће реформе Никон покушава да спроводи преко одлука сабора. Тако је сабор 1654. године донео одлуку о реформи новотарија у руским богослужебним књигама, али по узору на грчку богослужбену праксу. Никон је сурово кажњавао оне који су се противили реформама. Убрзо је кажњен епископ Павле Коломенски. Никоновим реформама био је увређен, макар за многе, руски национални и духовни понос. Обе стране, присталице црквених реформи и ревнитељи, били су, по оцени руских теолога, слаби богослови и придавали су превише велики значај самим обредима, као да се ради о самој суштини вере и о догматима.
Патријарх Никон се за мишљење обратио Пајсију, цариградском патријарху, који му је одговорио једном граматом у којој је углавном одобравао извесне обредне специфичности у помесним националним Црквама.
Године 1655. искоришћен је у Москви боравак антиохијског патријарха Макарија, и одржан је сабор на коме је званично одобрен Служебник, преведен са грчког језика. Сам Никон није знао грчки језик, а богослужбене реформе је спроводио углавном по новим грчким издањима богослужбених књига из Венеције. У спровођењу реформе стварао се све већи отпор. Томе је свакако допринео и сам патријарх својом нетактичношћу: проклињао је неистомишљенике и прогонио их.
Нешто касније је ипак признао исправност и једних и других књига, старих и нових, словенских и грчких. Постао је толерантан, али прекасно, дошло је до раскола, заговорници старог обреда организовали су своју црквену хијерархију Старообредне цркве, што није превазиђено до данашњих дана.
Патријарх Никона је радио доста на томе да Цркву ослободи од световне власти: Увећавао је патријаршијски поседе и патријаршијски имања, која су била у свему изузета од државне власти и надзора. На њима је патријарх био господар. Више пута је у одсуству замењивао цара и обављао чисто државне, царске послове. Када је цар био на војном походу у Пољској и Литванији (1654—1656), он га је замењивао у државним пословима. Носио је званично у титули и „велики государ“. Царска и патријаршиска власт у то време у Русији представљале су две равноправне и одвојене снаге. У предговору Служебнику из 1655. године стоји да су цар и патријарх „два велика дара“, „премудра двојица“, које је Бог изабрао.
Отворени сукоб цара и патријарха почео је од 1658. године. Цар Алексије све више, у односу на патријарха, а и иначе, показује самодржавље, самовлашће. Оспоравао је јавно патријарху да у титули има и „велики государ“, не жели да присуствује патријарховим богослужењима, више му не указује поштовање као „оцу и пастиру“. Патријарх Никон је, револтиран, напустио патријаршиски трон 1660. године и повукао се у Воскресенски манастир. Сабор 1666. године није донео
никакве одлуке по питању патријарха, он није ни осуђен ни оправдан.
Никон је из манастира критиковао цара и његову владавину, затим његово незаконито и противканонско господарење Црквом. Писао је: „Цар воли Цркву као Давид Уријеву жену Витсавеју“. Цар Алексије је био рад да сабор из 1662. године реши овај спор, пошто је у Москви боравио митрополит Пајсије Лигаридис, али је сабор одржан тек 1666. године. Наиме, искоришћен је боравак антиохијског патријарха Макарија и александријског патријарха Пајсија, па је сабор осудио патријарха Никона. Главни тужилац био је сам цар. Никон је проглашен кривим што је хулио на цара и на целу Руску цркву. Био је заточен у Терапонтовом манастиру, где је остао до смрти, 17. августа 1681. године.
Последње године живота провео је у доста тешким условима у Белозерском манастиру (1676—1681). Сахрањен је са патријаршиским почастима.

## Никонове реформе
Када је Никон постављен, црквена реформа је већ била на помолу. Један број црквених великодостојника, познатих као партија протопопа (декана), прихватио је одговорност за ревизију црквених службених књига које је отворио покојни патријарх Јоасаф, и још неколико мањих исправки одређених древних обреда. Али били су превише бојажљиви да би покушали било шта стварно ефикасно.
Никон је покренуо смеле реформе. Консултовао је најученије грчке свештенослужитеље у иностранству, позвао их на консултације у Москву, и на крају су цариградски и кијевски научници уверили Никона да су московске службене књиге хетеродоксне и да су иконе у употреби веома далеко од античких цариградских узора, највећим делом прожете франачким и пољским (западноевропским) барокним утицајима.
Године 1654, Никон је сазвао синод да поново испита службене књиге које је ревидирао патријарх Јоасаф, и већина синода је одлучила да „треба следити Грке пре него наше старе“. Други сабор, одржан у Москви 1656. године, одобрио је ревизију службених књига како је предложио први сабор и анатемисао несагласну мањину, која је укључивала партију протопопа и Павла, епископа Коломне. Реформе су се поклопиле са великом кугом 1654. године.

## Политичка моћ
Од 1652. до 1658. Никон није био толико свештеник колико царев колега. У јавним документима и у приватним писмима било му је дозвољено да користи суверенову титулу. То је посебно био случај током ратова са Пољско-Литванском Комонвелтом 1654–1667, када је цар са својим војскама био удаљен из Москве. Године 1654, када је кренуо у свој велики војни поход, цар је оставио Никона код куће као главног владара. Непотребно је рећи да је ово изазвало значајну огорченост међу бољарима високог нивоа.
Никон је поставио за своју мисију да уклони Цркву од световне власти и трајно одвоји Цркву од државе. Сматрао је да Црква и држава треба да раде у складу, а да буду одвојене једна од друге. Он је навео да „постоје два мача власти, односно духовни и световни“ и да је „врховни Епископ виши од Цара“. Такође је настојао да организује Цркву са хијерархијом сличном оној у држави – са потпуном контролом патријарха. Лично, Никон и Алексеј су озваничили своју везу пошто је цар поставио Патријарха за кума свој својој деци.
Никон је посебно протествовао због Соборное уложение (Рускиог правног законика) из 1649. године, који је умањио статус свештенства и учинио Цркву заправо потчињеном држави. Такође, према овом Законику, опорезивање манастирских земаља коришћено је у корист државе.
Његови поступци подигли су против њега читав низ непријатеља, који су до лета 1658. уверили Алексија да суверени патријарх засењује сувереног цара. Алексије је одједном постао хладан према сопственом „блиском пријатељу“, како га је називао.

## Синодска осуда (1667)
У децембру 1667, Никону је судио синод црквених званичника, познат као Велики московски синод. Њиме су председавала „два страна Патријарха... [у саставу] тринаест митрополита, девет архијереја, пет епископа и тридесет два архимандрита“. Два патријарха на синоду били су Пајсије Александријски и Макарије III Антиохијски. Симеон Полоцки је био један од кључних теолога који је припремао документе Синода.
Према Роберту Масију, Никон је током поступка чврсто бранио своје уверење да су ауторитет и моћ цркве били и требало би да буду врховни; међутим, Никон је пре инсистирао да ауторитет и моћ цркве треба да буду врховни само у црквеним стварима.
Дана 12. децембра 1667, Синод је Никона прогласио кривим за клеветање цара и целе Московске цркве, за збацивање Павла, епископа Коломне, противно канонима, и за пребијање и мучење његових поданика. Његова казна је била лишење свих његових свештеничких функција; од тада је требало да буде познат једноставно као монах Никон. Истог дана стављен је на санке и послат као заробљеник у далеки северни манастир Ферапонтов. Међутим, сам сабор који га је депоновао потврдио је све његове реформе и анатемисао све који су одбили да их прихвате, попут протопопа Аввакума.
Никон је надживео цара Алексија, са којим је 1671. је стара интимност делом обновљена. Године 1681, нови цар Федор (Алексијев син), чувши да Никон умире, дозволио му је да се врати у Москву и, уз делимично опроштење, да се настани у свом некадашњем московском дому, Новојерусалимском манастиру. У Јарослављу на путу до Москве, након што је прешао реку Которосл, умире у Тропину 17. августа 1681. Манастир је, међутим, остао недовршен, али је краљевска породица посветила посебну пажњу да се обезбеди његов завршетак. Никонов клерик је касније забележио да је царица Татјана за освећење цркве 1685. године припремила злато и сребро, уредила израду икона и лично извезла завесе за покривање прибора за евхаристију.